# Cristina Guzmán (pel·lícula de 1968)
Cristina Guzmán és una pel·lícula espanyola dirigida per Luis César Amadori amb un guió basat en la novel·la de Carmen de Icaza Cristina Guzmán, profesora de idiomas, estrenada l'11 de novembre de 1968. Es tracta d'una nova versió de la pel·lícula dirigida per Gonzalo Delgrás el 1943. Marca un punt d'inflexió en la carrera del seu protagonista, Rocío Dúrcal, a l'ésser aquesta la seva primera pel·lícula qualificada com per a majors de 18 anys.

## Argument
Cristina (Rocío Dúrcal), després de quedar vídua amb un nen petit, ha de dedicar-se a la docència d'idiomes per a sobreviure. Un dia és descoberta per un jove anomenat Alfonso (Arturo Fernández), que la convenç perquè suplanti la personalitat de la seva desapareguda encunyada Mara (també interpretada per Rocío Dúrcal) –amb la qual mostra una impressionant semblança física– i així aconseguir la recuperació anímica i física del seu germà Javier (Emilio Gutiérrez Caba), el marit abandonat, que sofreix una malaltia del cor. Durant un temps, la mascarada funciona, però tot es complica quan la veritable Mara fa acte de presència.

## Repartiment
- Rocío Dúrcal - Cristina Guzmán/Mara
- Arturo Fernández - Alfonso Ribas
- Isabel Garcés - Mónica
- Emilio Gutiérrez Caba - Javier
- Mònica Randall - Laura
- Rafaela Aparicio - Balbina
- Skippy Martín
- Francisco Guijar
- Rafael Alcántara
- Pedro Mari Sánchez
- José María Caffarel - Dr. Montero
- Luis Morris - Goro
- Lola Herrera
- José Morales
- Miguel Ángel Puerto - Bupi
- Juan Luis Galiardo - Jorge
- Alfonso del Real

## Premis
Als Premis del Sindicat Nacional de l'Espectacle de 1968 Mònica Randall hi va guanyar el premi a la millor actriu secundària.